# Geschichte der Straßenverkehrssicherheit
Die Geschichte der Straßenverkehrssicherheit befasst sich mit der historischen Entwicklung des Gefahrenpotenzials und entsprechender Gegenmaßnahmen zum Schutze der Teilnehmer am Straßenverkehr und des Warenverkehrs. Die Maßnahmen werden in stetiger Beobachtung ihrer Auswirkungen und unter statistischer Aufarbeitung besonders auf verkehrspolitischem, städtebaulichem, fahrzeugtechnischem, rechtlichem und verkehrspädagogischem Gebiet permanent weiterentwickelt und an die neuen Erkenntnisse angepasst. Die historische Darstellung beginnt in dieser Auflistung mit dem Einsetzen der Motorisierung und bezieht sich im Wesentlichen auf das deutsche Staatsgebiet der Jahre 1900 bis 2015.

## Darstellung in Dekaden

### Vor 1900

Prellstein mit Metallstange, rechteckige Ausführung 1881/82

Warnungstafel zur Sicherung von Bahnübergängen der Königlich privilegierte Ludwigs-Eisenbahn-Gesellschaft aus dem 19. Jahrhundert

Die Regelung des Straßenverkehrs durch zahlreiche Rechtsnormen und eine umfassende Rechtsprechung, begleitet durch konkrete Maßnahmen zur Verkehrssicherheit, hat sich im Wesentlichen erst im Laufe des zwanzigsten Jahrhunderts herausgebildet; der Prozess dauert bis heute an. Zuvor herrschte auf den Straßen weitestgehende Bewegungsfreiheit, obwohl es seit Menschengedenken zu Unfällen gekommen ist. Dies beruht vor allem darauf, dass mit der zunehmenden Technisierung die Wahrscheinlichkeit, einen Unfall zu erleiden, und die Wahrscheinlichkeit, dabei schweren Schaden zu nehmen, drastisch angestiegen sind. Waren es zunächst nur Fußgänger, die gegeneinander oder gegen Hindernisse prallen konnten, wurden später Pferde als Reit- oder Zugtiere genutzt und bildeten somit potenzielle Gefahrenquellen. Die dampfgetriebene Eisenbahn war das erste Verkehrsmittel, das die Geschwindigkeit von Fußgängern und Pferden (sogenannte „biogene Geschwindigkeit“) wesentlich überschreiten konnte und so beim Überqueren der Gleise ein oft schwer zu kalkulierendes Risiko bildete. Mit der Erfindung des Automobils weitete sich die Gefahr auf einen Großteil der Verkehrswege aus.

### 1900

Geschwindigkeitsbegrenzung für Kraftwagen; ab 1906 in Schleswig-Holstein gültige Tafel

Geschwindigkeitsbegrenzung für Kraftwagen; ab 1906 in Preußen verordnete Tafel

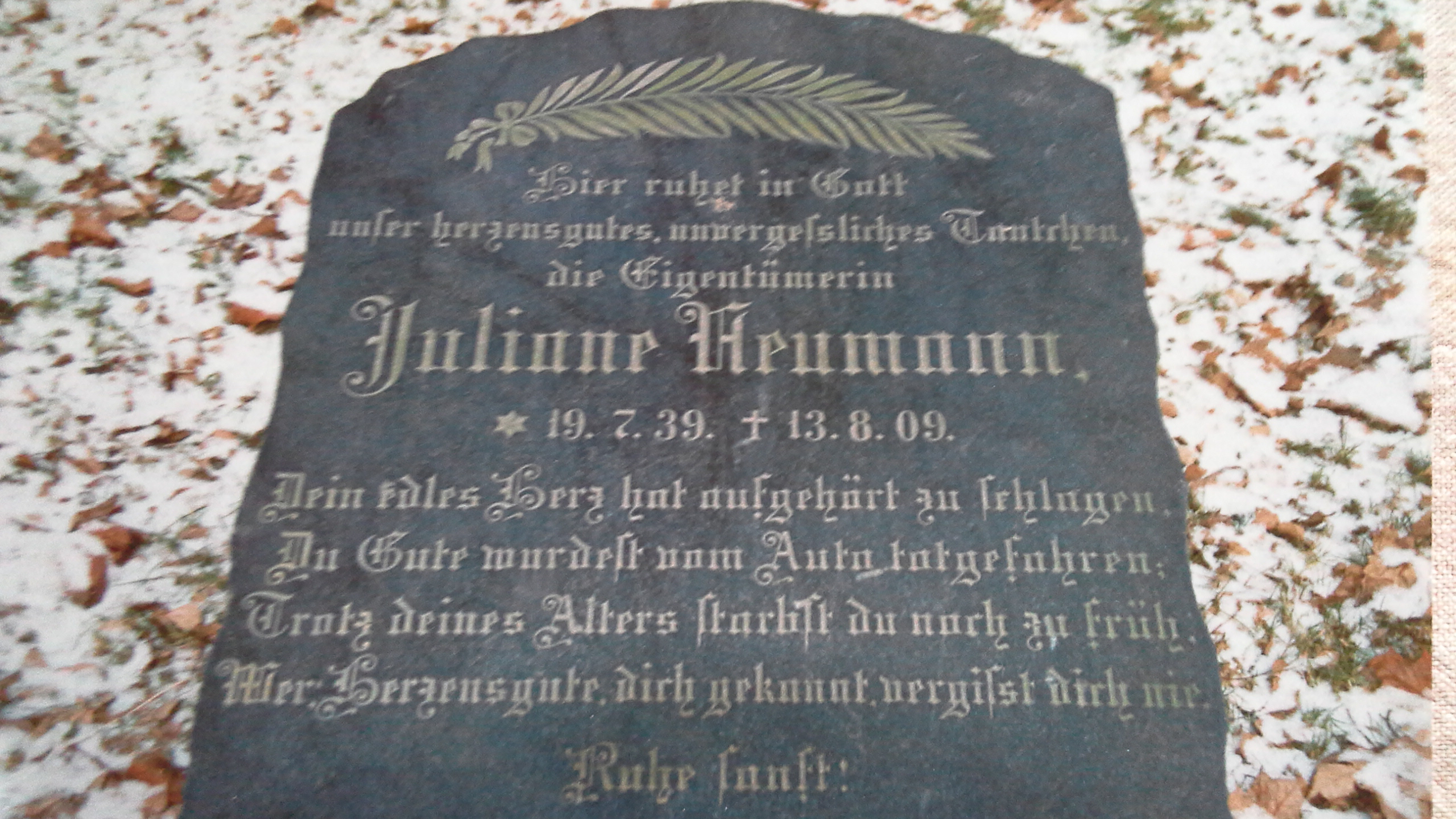
Grabstein von 1909 auf dem vormaligen Friedhof Gotlindestraße in Berlin-Lichtenberg

Das Automobil eröffnete die Möglichkeit für motorisierten Individualverkehr, an dem nach und nach immer größere Teile der Bevölkerung partizipieren konnten. Bereits im Jahre 1938 waren im Deutschen Reich 1,2 Millionen Pkw, 1,6 Millionen Kräder und 400.000 Lkw zugelassen. Durch die massenhafte Verbreitung motorisierter Fahrzeuge, die sich in demselben Verkehrsraum wie Fußgänger, Radfahrer, Pferde und Fuhrwerke bewegten, stieg die Unfallwahrscheinlichkeit stark an. Auch die hohen Geschwindigkeiten der motorbetriebenen Verkehrsmittel erhöhten die Unfallwahrscheinlichkeit und zudem die Gefahr schwerer Schäden. La Jamais Contente erreichte bereits 1899 über 100 km/h. Zwischen 1900 und 1903 wurden im kaiserlichen Deutschland in Ministerialerlassen und Oberpräsidialverordnungen erste länderspezifische Festlegungen für Warnungstafeln getroffen. Durch die dramatischen Unfallschäden im Straßenverkehr wurden daher sehr früh Überlegungen geweckt, die Unfallgefahr zu senken und damit den Automobilverkehr zu normieren und damit zu regulieren. Der Staat selbst sah in Deutschland zunächst keinen Handlungsbedarf und überließ die Regelungen den Ländern. Die Vielzahl der dort ergriffenen Maßnahmen erwies sich auf lange Sicht als erfolgreich. Trotzdem war im Jahr 1907 das Risiko, bei Unfällen im Straßenverkehr zu sterben, in Relation zum Kraftfahrzeugbestand 62-mal so hoch wie hundert Jahre später.
In den preußischen Provinzen wurde am 6. September 1906 eine Polizei-Verordnung über den Verkehr mit Kraftfahrzeugen erlassen, in der die Aufstellung von Tafeln zur Geschwindigkeitsbegrenzung ermöglicht wurde. Diese Verordnung trat am 1. Oktober 1906 in Kraft und löste eine bereits bestehende Verordnung vom 13. November 1901 ab. Eine Sonderstellung nahm Schleswig-Holstein ein, dort wurden am 26. Januar 1906 die ersten „modernen“ Verkehrszeichen gültig.

Tafel 1: Gefährliche Linkskurve. Eine der 1908 erlassenen Warnungstafeln

Auf Initiative der deutschen Automobilklubs hin wurden nach einem Probelauf im Jahr 1907 durch kaiserlichen Erlass ab 1908 erstmals sieben einheitliche Warnungstafeln mit Sinnbildern reichsweit gültig, die von den Automobilklubs finanziert werden mussten. Ebenfalls 1908 hatte der Leipziger Arzt Paul Streffer im Rahmen des 1. Internationalen Kongresses für Rettungswesen in Frankfurt am Main die ärztliche Begleitung von Krankentransporten und den Einsatz von Rettungsärzten zur medizinischen Erstversorgung vor Ort und während des Transportes gefordert.

### 1910
Am 1. April 1910 trat das Gesetz über den Verkehr mit Kraftfahrzeugen in Kraft. Zudem wurde nun das in Paris beschlossene und vom Deutschen Reich ratifizierte Internationale Abkommen über den Verkehr mit Kraftfahrzeugen vom 11. Oktober 1909 eingeführt, das unter anderem die erst 1908 erlassenen Tafeln durch eine erste internationale Regelung ersetzte. Auch diese neuen Zeichen wurden zumeist von den örtlichen Automobilklubs finanziert, aufgestellt und gewartet.

Die ersten international gültigen Warnungstafeln, 1909
Querrinne
Kurve
Straßenkreuzung
Bahnübergang

Durch die ebenfalls am 1. April 1910 in Kraft getretene Verordnung über den Verkehr mit Kraftfahrzeugen (Vorläufer der Straßenverkehrsordnung und der Straßenverkehrszulassungsordnung) wurden im Deutschen Reich drei neue Tafeln eingeführt. Eine schwarz-blaue rechteckige Tafel für Geschwindigkeitsbegrenzungen und zwei weitere für Verkehrsverbote. Ebenfalls durch diese Verordnung wurde für Kfz innerorts eine deutschlandweit einheitliche zulässige Höchstgeschwindigkeit im Straßenverkehr von 15 km/h eingeführt (vorher bestanden je nach Gemeinde z. T. strengere Regelungen). Für Fahrzeuge über 5,5 Tonnen galt eine Begrenzung auf 12 km/h (inner- und außerorts). Für gummibereifte Kfz waren bis zu 16 km/h erlaubt.

Ortstafel mit Warnhinweis des Allgemeinen Deutschen Automobil-Clubs

Neben diesen offiziellen Tafeln stellten die Automobilklubs vor dem Ersten Weltkrieg auch eigene Warnungstafeln auf. Darunter waren auch selbstgestaltete Ortstafeln.
Gleichfalls 1910 begann in den Vereinigten Staaten von Amerika die Entwicklung der angewandten Verkehrspsychologie, indem ein Eignungstest für Straßenbahnfahrer etabliert wurde. Nach und nach wurden in den USA weitere Maßnahmen zur Verkehrssicherheit ergriffen. So wurde 1912 das erste elektrische Verkehrssignal mit roten und grünen Lampen installiert. Die am 5. August 1914 aufgestellte Lichtsignalanlage in Cleveland gilt als erste reguläre Verkehrsampel der Welt. 1917 wurde das erste automatische Verkehrssignal in den USA patentiert und in Detroit der erste Turm zur Verkehrsregelung an einer Kreuzung aufgestellt.
Viele Bereiche, darunter die Verkehrssicherheit sowie Umwelt- und Gesundheitsbelastung, waren bereits vor dem Ersten Weltkrieg Themen in Reichstagssitzungen. So stellte der Zentrumspolitiker Michael Krings im März 1912 eine Anfrage zur gesundheitsgefährdenden Staubbelästigung durch den Bahn- und Autoverkehr. Der damalige Direktor im Reichsamt des Inneren, Theodor Lewald antwortete auf die Frage, dass die Hauptursache die schlechten deutschen Straßenverhältnisse seien und durch Baumaßnahmen eine Verbesserung erzielt werden könne. Außerdem wolle er bei einem der nächsten internationalen Verkehrskongresse eine Diskussion anstoßen, um dieses Thema zu erörtern.
Im Jahr 1919 wurde in Deutschland festgestellt, dass gummibereifte Lastwagen mit Verbrennungsmotoren eine Höchstgeschwindigkeit von 15 bis 16 km/h nicht überschreiten sollten. Für LKW als Zugwagen waren 12 bis 14 km/h anzuvisieren. Für gummibereifte Lastwagen mit Elektroantrieb hatte die Praxis im gleichen Jahr ergeben, dass eine Höchstgeschwindigkeit von 18 km/h realistisch war.

### 1920
Die Idee, Straßen mit Fahrbahnmarkierungen zu versehen, ist erstmals 1921 in der englischen Kleinstadt Sutton Coldfield umgesetzt worden und diente zur Entschärfung eines Unfallschwerpunktes. Die ersten dreifarbigen Ampeln (rote, gelbe und grüne Signallampen) wurden 1920 in New York City und Detroit in Betrieb genommen. Frankreich und Deutschland übernahmen die Idee nur wenig später. 1922 wurden in Paris die ersten europäischen Verkehrsampeln installiert.
Berühmtheit erlangte der am 15. Dezember 1924 in Betrieb genommene Verkehrsturm am Potsdamer Platz in Berlin mit Deutschlands erster Lichtzeichenanlage. Die Lichtzeichen wurden zunächst noch manuell bedient, aber schon 1926 zentral vom Polizeipräsidium gesteuert und in eine koordinierte Lichtzeichenfolge („Grüne Welle“) eingereiht. Ab 1925 wurden an vielen Kreuzungen zentral aufgehängte vierseitige Ampeln mit automatisch geschaltetem Rot-Gelb-Grün-Signal installiert. Das Überqueren der Fahrbahn für Fußgänger wurde an Kreuzungen mit weißen Fahrbahnmarkierungen unterstützt.
Ab März 1923 war per Reichsverordnung innerorts eine Geschwindigkeit von 30 km/h erlaubt. Allerdings konnte die höhere Verwaltungsbehörde das Limit auf 40 km/h erhöhen.
Im Jahr 1924 wurde die Deutsche Verkehrswacht gegründet, ein Verein, der sich bis heute mit Unterstützung des Bundesministeriums für Verkehr, Bau und Stadtentwicklung und der Wirtschaft bemüht, die Verkehrssicherheit zu fördern. Zu diesem Zweck betreibt er Verkehrserziehung und Verkehrsaufklärung.
Es zeigte sich jedoch bald, dass diese ersten Entwicklungen im Bereich der Verkehrssicherheit nicht ausreichend waren. Die Zahl der Verkehrstoten stieg noch immer stark an. Waren es in Preußen im Jahre 1910 noch 223, verzeichnete man 1927 bereits 2376 Unfallopfer.

Unbewachter Eisenbahnübergang, eingeführt 1927

Gefährliche Stelle anderer Art, eingeführt 1927

Mit der Verordnung über Warnungstafeln für den Kraftfahrzeugverkehr vom 8. Juli 1927 wurden neue, dreieckige Warnschilder in den Farben rot-weiß im Deutschen Reich eingeführt, deren Sinnbilder sich weiterhin an den Tafeln von 1910 orientierten. Zudem wurden zwei neue, wichtige Schilder zur Verkehrssicherheit eingeführt. Diese Verordnung war der letzte Vorläufer der erstmals in der Fassung von 1934 Reichs-Straßenverkehrs-Ordnung (RStVO) genannten Gesetzesvorlage.
Während der gesamten Ära der Weimarer Republik wurden wie im Kaiserreich auch weiterhin unzählige nicht normierter Warnungstafeln von den Automobilklubs aufgestellt.

### 1930
Im Jahr 1930 wurde durch den preußischen Kultusminister ein sogenannter schulischer „Verkehrsunterricht“ institutionalisiert. Der Schwerpunkt lag auf der Vermittlung von Regelwissen und der Aufklärung über Unfallgefahren. Basis dieses alltagstechnisch orientierten Unterrichts, der sich erst in den 1970er Jahren zu der modernen Verkehrserziehung im Rahmen einer wissenschaftsbasierten Verkehrspädagogik weiterentwickelte, war das Fehlverhalten einzelner Verkehrsteilnehmer, die durch das Prinzip der Abschreckung diszipliniert werden sollten.
1931 verabschiedete der Völkerbund in Genf das „Abkommen über die Vereinheitlichung der Wegezeichen“. Es wurde von achtzehn Staaten ratifiziert, nicht jedoch von Deutschland. Die damaligen Regelungen waren weit von heutigen Standards entfernt, so fehlten etwa Festsetzungen über Fahrbahnmarkierungen.
Die erste Fußgängerampel Europas wurde 1933 in Kopenhagen (Dänemark) errichtet, in Deutschland 1937 am Kleinen Stern in Berlin.
Zur Fahrbahnbegrenzung wurden mit der am 1. Oktober 1934 gültig gewordenen Straßenverkehrs-Ordnung unter „Bild e 4“ auch rechteckige Prellsteine in den Verkehrszeichenkatalog mit aufgenommen. Diese Steine gehörten schon im 18. Jahrhundert zur Ausrüstung schwieriger Wegstrecken. An der unter Konrad Adenauer am 6. August 1932 eröffneten ersten Autobahn Deutschlands, der Kraftfahrstraße Köln-Bonn, waren diese aus Stein gehauenen Prellsteine in relativ kurzen Abständen links und rechts des Fahrbahnrandes eingelassen worden. Der Stein war weiß gestrichen und an seinem Kopf schwarz geteert. Zusätzlich sorgte eine durchgehende weiße Mittellinie und breite, mit heller Schaumlava befestigte Bankette für eine sichere Spurführung auch bei schlechter Witterung.
Bis etwa 1935 war die Teilung des Verkehrsraums zwischen Fußgängern einerseits und Fahrzeugen andererseits faktisch vollzogen. Die erste „Reichsstraßenverkehrsordnung“ von 1934 räumte Kraftfahrzeugen erstmals eine Vorrangstellung ein und hob alle Geschwindigkeitsbeschränkungen auf. „An Kreuzungen und Einmündungen … haben Kraftfahrzeuge … die Vorfahrt vor anderen Verkehrsteilnehmern.“ (§ 27, RGBl. 1934 I, S. 463). Kraftfahrzeuge mit Motoren bis 200 cm³ durften von jedermann ab 16 Jahren führerscheinfrei gefahren werden. Bereits 1937 musste die Reichsstraßenverkehrsordnung angesichts der mangelnden Verkehrssicherheit revidiert werden. Nicht erst die Schädigung anderer, sondern schon die „Gefährdung des Verkehrs“ war jetzt strafbar. Außerdem wurde festgelegt: „Fußgänger müssen die Gehwege benutzen. … Fahrbahnen … sind auf dem kürzesten Weg quer zur Fahrtrichtung mit der nötigen Vorsicht und ohne Aufenthalt zu überschreiten.“ (§ 37 RStVO, RGBl. 1937 I, S. 1188, vgl. heute § 25 StVO). Kinderspiele auf der Fahrbahn wurden ausdrücklich verboten (§ 43 RStVO). Die Straßenverkehrsordnung (StVO) von 1937 blieb – mit wichtigen Änderungen 1956 und 1960 ergänzt und auf den neuesten Stand gebracht – bis 1971 in Kraft.
Schon vor dem Zweiten Weltkrieg gab es systematische Forschungen an Fahrzeugen in Unfallsituationen. Die Auto Union AG führte bereits um 1937 ein theoretisch fundiertes und empirisch geprägtes Programm von Crashtests durch.
Mit der neuen StVO, die am 1. Januar 1938 in Kraft trat, fielen die Prellsteine wieder aus der Liste der Verkehrszeichen. Das Entwickeln und Aufbringen von Fahrbahnmarkierungen sowie die Sicherung der Verkehrsräume unterlag wie die Normierung der Autobahnbeschilderung nicht den Bedingungen der Straßenverkehrs-Ordnung, sondern wurde von externen Gremien erarbeitet. So wurden unter anderem die Prellsteine – nun als Leitsteine bezeichnet – durch die Vorläufigen Richtlinien für den Ausbau der Landstraßen (RAL 1937) geregelt. Neben den Autobahnen waren nur sehr wenige Straßen mit Fahrbahnmarkierungen versehen, so der nichtöffentlichen AVUS. Diese Fahrbahnmarkierungen bestanden wie bei der Kraftfahrstraße Köln-Bonn aus einer durchgezogenen Linie. Diese war entweder als weißer Farbauftrag oder als schwarzes Teerband ausgeführt. Diese Linien sollten lediglich die Fahrbahnen voneinander abtrennen, sie waren nicht wie heute als Überholverbot zu werten. Zur Sicherung der Fahrbahnränder wurden entweder die kostenaufwendigen Leitsteine oder die preiswerteren hölzernen Leitpflöcke – teils bereits mit Reflektoren – aufgestellt. Daneben kamen auch hölzerne schwarz-weiß gestrichene Leitstangen zum Einsatz. Die Bankette der Autobahnen wurden ebenfalls deutlich hervorgehoben. Sie waren als Kleinkopfsteinpflasterbelag oder als weiße, durchgezogene Linie ausgeführt, manchmal auch kombiniert. Das Kopfsteinpflaster machten den Fahrer durch das Rütteln im Wagen und den akustischen Unterschied darauf aufmerksam, dass er die Fahrbahn verlassen hatte, die weiße Linie betonte dies optisch.
Nachdem zunehmend schwere Unfälle in den 1930er Jahren zu vermehrten Geschwindigkeitskontrollen führten, wurden in Lkw Fahrtenschreiber bzw. Tachographen installiert, deren Funktion zunächst darin bestand, die behauptete Geschwindigkeitsüberschreitung widerlegen zu können. Am 15. Oktober 1936 kam mit der Reichstarifordnung die Entlastung des Fahrpersonals durch Aufzeichnung der Lenk- und Ruhezeiten hinzu.

Halt! Vorfahrt auf der Hauptstraße achten! StVO 1938

1938 wurden im Deutschen Reich erstmals in Rot aufgemalte Sicherungen zur Beachtung der Vorfahrt eingeführt, die auch Fußgängern zugutekamen.

Als Novelle zur StVO von 1938 wurden bereits im November desselben Jahres zwei neue Bilder in den Verkehrszeichenkatalog aufgenommen: Das Halt-Zeichen, sowie die Kennzeichnung einer Straße, auf der zur Beachtung der Vorfahrt gehalten werden musste.
1938 forderte Professor Kirschner, Chirurg in Heidelberg, analog zur Forderung Streffers aus dem Jahre 1908, der Arzt müsse zum (Notfall-)Patienten kommen und nicht umgekehrt. Aus Kostengründen blieb es bei der Maxime des schnellen Patiententransports zum (Unfall-)Arzt.

### 1940
Am 24. April 1940 wurde eine weitere Novelle der StVO erlassen, deren Hauptbestandteile ab 1. Oktober 1940 galten. Sie widmete sich der verkehrstechnischen Ausstattung von Fahrrädern. So wurden nun rote Schlusslichter zur Pflicht, die auch elektrisch betrieben sein konnten, und neue Räder mussten an den Pedalen mit gelben Rückstrahlern ausgestattet sein.
Die erste Ölkrise suchte Deutschland von 1939 bis 1945 heim und führte zu einer Reihe gesetzgeberischer Maßnahmen. So wurden 1939 – um Benzin zu sparen – wieder Geschwindigkeitsbeschränkungen eingeführt, gültig auch auf den neuen Autobahnen. Private Autofahrten waren ab dem 20. September 1939 allerdings ohnehin nur noch in Ausnahmefällen gestattet. Ab August 1943 war das Radfahren auch auf den Autobahnen erlaubt.
Die außerordentlich schnelle technische Entwicklung im Flugzeugbau vor und während des Zweiten Weltkriegs war Anlass zur Erforschung der Belastbarkeit des menschlichen Körpers bei extremer Beschleunigung (z. B. bei Katapultstarts und Landungen auf Flugzeugträgern, Rettungen durch den Schleudersitz und bei Unfällen) und zur Sicherung der Insassen mit Sicherheitsgurten. Der erste Crashtest-Dummy „Sierra Sam“ wurde 1949 in den USA für Tests an Schleudersitzen und deren Gurtsystemen entwickelt.
Nach dem Zweiten Weltkrieg gab es in den USA umfangreiche militärische und wissenschaftliche Forschungen an Unfällen zuerst bei Flugzeugen, dann auch bei Kraftfahrzeugen, nachdem man festgestellt hatte, dass im Koreakrieg mehr Soldaten bei Autounfällen als durch feindliche Truppen ums Leben gekommen waren.
In Genf fand 1949 die Konferenz der Vereinten Nationen über Straßen- und Automobilverkehr statt. Sie endete mit der Unterzeichnung eines Abkommens über den Straßenverkehr und eines Protokolls über Straßenverkehrszeichen.
Der Fußgängerübergang oder Zebrastreifen tauchte international erstmals am 19. September 1949 in dem Genfer Protokoll über Straßenverkehrszeichen auf. Die Idee kam 1947 aus England. In Deutschland wurden die ersten Zebrastreifen 1952 markiert. Erst 1964 erhielten Fußgänger Vorrang an Zebrastreifen. In der Folge wurden die ersten Zebrastreifen wieder beseitigt, um den Verkehrsfluss der Autos aufrechtzuerhalten.

### 1950
| Jahr | Zahl der Pkw | Unfalltote |
| ---- | ------------ | ---------- |
| 1938 | 1.200.000    | 8000       |
| 1946 | < 200.000    | ?          |
| 1955 | 1.750.000    | 14.500     |
| 1966 | 20.800.000   | 21.000     |

Anfang der 1950er Jahre begann auch in der Bundesrepublik Deutschland die Massenmotorisierung.
Bei einem Vortrag auf der Konferenz der amerikanischen Rundfunktechniker (IRE National Convention) 1950 in New York entwarf ein Ingenieur das Szenario, zukünftig Autounfälle durch den Einbau von Elektronik vermeiden zu helfen. Ein Berichterstatter schrieb: „Es handelt sich dabei im wesentlichen darum, dass Automobilstoßstangen mit Apparaten versehen werden, die Warnsignale nicht etwa an den Fahrer weitergeben, sondern sie unmittelbar – und wesentlich schneller, als dies dem Fahrer möglich wäre – auf die Bremsen übertragen.“ In diesem Gedanken steckte bereits ein Schlüsselelement der erst 60 Jahre später in Serie eingeführten vollautomatischen Abbremsung, wenn das Radar oder Lidar entsprechende Signale liefert.
1951 wurde die technische Überwachung von Kraftfahrzeugen durch den „TÜV“ eingeführt. Seit dem 1. Dezember 1951 ist in Deutschland die regelmäßige Hauptuntersuchung für Kraftfahrzeuge Pflicht. Am 1. Januar 1961 wurde die bis heute verwendete Plakette auf dem Kennzeichen eingeführt.
Steigende Unfallzahlen führten zur Einrichtung der Medizinisch-Psychologischen Untersuchung (MPU), die auffällig gewordene Kraftfahrer auf ihre Eignung zur Teilnahme am Straßenverkehr prüfen soll.

Bild 2a: Schleudergefahr, westdeutsche StVO ab 1953

Bild 4a: Fußgängerüberweg, westdeutsche StVO ab 1953

Bild 21 a: Überholverbot für Kraftfahrzeuge untereinander, westdeutsche StVO ab 1953

Am 1. September 1953 trat in Westdeutschland eine weitere Novelle der Straßenverkehrs-Ordnung von 1938 in Kraft, nach der unter vielem anderen alle Fahrbahnmarkierungen in den Verkehrszeichenkatalog aufgenommen wurden. Alle damals vorgestellten Markierungen sind auch heute noch gültig, darunter die gestrichelte Linie und eine im Vergleich zu 1938 vereinfachte Form der Halt-Linie.
In der Bundesrepublik Deutschland gab es vom 23. Januar 1953 bis zum 31. August 1957 keine Geschwindigkeitsbeschränkungen für Personenwagen und Motorräder. Erst am 1. September 1957 wurde innerorts wieder ein Limit von 50 km/h eingeführt, begleitet von einer hochemotionalen Debatte um Tempolimits.
Nach 1950 begann an der Cornell University in den USA ein Team von Wissenschaftlern in enger Zusammenarbeit mit Unfallstationen, Automobilclubs und Polizeistellen mit der empirischen Auswertung von Autounfällen und setzte 1955 mit dem Fragebogen zum „Automotive Crash Injury Research“ (ACIR) Standards der Unfallforschung.
Nachdem er umfangreiche Forschungen zu Sicherheitsgurten in Flugzeugen vorgelegt hatte, verbunden mit einem Patent für einen 3-Punkt-Sicherheitsgurt für Flugzeuginsassen, veröffentlichte der amerikanische Ingenieur Hugh De Haven 1952 einen Bericht über das Problem der „second collision“ in Kraftfahrzeugen, verbunden mit dem Konzept des „packaging of car occupants“ durch Sicherheitsgurte. Er stellt die Sicherheit von Autoinsassen auf dasselbe Niveau wie den Transport von losen Eiern in Stahlbehältern („The level of safety which we accept for ourselves, our wives and our children is, therefore, on a par with shipping fragile valuable objects loose inside a container“).
Die Versicherungsgesellschaft Liberty Mutual Insurance Company gründete 1954 das „Research Center for Safety“. In Zusammenarbeit mit der Cornell University werden 1959 und 1961 das Survival Car I und II, entwickelt. Dabei geht es vor allem um die Gestaltung des Innenraums, um die Folgen des „second accident“ zu minimieren, bei dem die Insassen mit dem Fahrzeuginneren kollidieren.
Im Jahr 1956 zog die DDR mit einer Neufassung der StVO den Entwicklungen der Zeit hinterher, wobei vieles parallel zu den aktualisierten internationalen Regelungen verlief. Fahrbahnmarkierungen gehörten hier nicht zum Verkehrszeichenkatalog und wurden weiterhin extern geregelt. Wegen des wesentlich geringeren Verkehrsaufkommens im Einflussgebiet der Sowjetunion wurde weniger für die Verkehrssicherheit getan.
1957 berichtete das Magazin Auto, Motor und Sport aus den USA: „bei einer … Testserie im Laboratorium von ‚Consumers Reports‘ … mussten von 190 Sicherheitsgürteln, die von 39 unterschiedlichen Firmen stammten, etwas über zwei Drittel als ‚unzureichend‘ bezeichnet werden.“
In Schweden entwickelte Nils Bohlin, aus der Flugzeugsicherheitsforschung kommend, 1958 den Dreipunkt-Sicherheitsgurt für Kraftfahrzeuge, der umgehend serienmäßig in alle schwedischen Neufahrzeuge eingebaut wurde. Volvo begann gleichzeitig ein umfangreiches Forschungsprojekt zur Unfallauswertung, um den Sicherheitsgewinn durch Gurte empirisch nachzuweisen. Die Auswertung von 28.000 Unfällen wurde 1967 publiziert und bewies eindrucksvoll den Nutzen von Sicherheitsgurten.
Unabhängig von den Forschungen in den USA arbeitete von 1939 bis 1946 und wieder ab 1948 bei Daimler-Benz in Deutschland der Ingenieur Béla Barényi an der Verbesserung des Schutzes der Insassen bei Unfällen. Er entwickelte das 1952 patentierte Konzept der „gestaltfesten Fahrgastzelle, umgeben von Knautschzonen vorn und hinten“. Außerdem forderte er die Sicherheitslenksäule, die bei Frontalunfällen nicht wie ein Spieß in den Innenraum dringt und den Fahrer tödlich verletzt. Barényi konzipierte das Sicherheitslenkrad mit Pralltopf, das beim Aufprall einer Person nachgibt. Ein Seitenaufprallschutz und zusätzliche Polsterungen des Innenraums an kritischen Stellen rundeten seine Arbeiten ab. Ab 1955 wurden bei Daimler-Benz die Ergebnisse der Cornell-Forschungen in den USA ausgewertet.
Die Berechnung des Crashverhaltens von Fahrzeugen mittels der Finite-Elemente-Methode (FEM) begann in den 1950er Jahren. Die Methode basierte auf den Arbeiten bei Daimler-Benz in Stuttgart, die das selbst entwickelte FEM-Programm ESEM (Elektrostatik-Element-Methode) einsetzte, lange bevor die computerunterstützte Konstruktion (computer-aided design, CAD) Anfang der 1980er Jahre ihren Einzug hielt. Die Ergebnisse wurden erstmals in der Baureihe Mercedes-Benz W 111 (Typ 220S) von 1959 umgesetzt und in Crashtests erprobt.
In England forderte 1961 ein neu gegründeter Internationaler Verein für Sicherheitsgurte die Regierungen verschiedener Länder auf, Sicherheitsgurte für Personenwagen obligatorisch zu machen und wies darauf hin, dass in Schweden bereits 77 % aller neuen Pkw mit Sicherheitsgurten ausgestattet waren. Seit 1959 bauten Volvo und Saab serienmäßig Dreipunktgurte in ihre schwedischen Neufahrzeuge ein.
Bereits um das Jahr 1960 waren damit die wesentlichen Grundlagen und Konzepte des Insassenschutzes in Personenkraftwagen bekannt. Der Rover P6 Modell 2000 von 1963 galt als das erste serienmäßige Sicherheitsauto.
Das „Verkehrssicherungsgesetz“ (Gesetz zur Sicherung des Straßenverkehrs) vom 19. Dezember 1952 schrieb den Tachograph in Deutschland u. a. für Lastkraftwagen über 7,5 Tonnen vor. Neue Lkw und Busse mussten seit 23. März 1953, alle anderen Lkw und Busse seit dem 23. Dezember 1953, nach § 57a StVZO mit dem Tachograph ausgerüstet sein.
Auch in den 1950er Jahren war das Ziel des Verkehrsunterrichts noch die Anpassung der Kinder an den Straßenverkehr: „Das Kind sollte zu einem Menschen erzogen werden, … der von sich aus die Ordnung liebt und sucht … und sich deshalb auch in ein Ordnungsgefüge, wie es die Straßenverkehrsgesetzgebung darstellt, willig eingliedert.“
Auf der Internationalen Polizeiausstellung in Essen 1956 wurden Notrufanlagen vorgestellt, mit denen die Bevölkerung die Polizei jederzeit kostenfrei alarmieren konnte. Die hellgrüne Polizei-Rufsäule, der „Eiserne Schutzmann“, gehörte schnell zum gewohnten Straßenbild in den Städten.
In den 1950er Jahren begannen vereinzelte Notärzte, den Krankentransportdienst zu unterstützen. Dies blieb jedoch auf „Freizeitaktivitäten“ beschränkt und behielt bis Ende der 1960er Jahre den Charakter von lokalen Aktivitäten. Die sogenannte „Rückspiegelrettung“ blieb die Regel: Der Fahrer war mit dem Patienten allein im Auto. Eine für den Fahrer sichtbare Verschlechterung des Zustandes führte nicht zu einer sofortigen Behandlung, sondern zu einer Erhöhung der Fahrgeschwindigkeit, um das Krankenhaus schneller zu erreichen.
Im Februar 1957 wurde an der Universität Heidelberg ein zu einem fahrbaren Operationssaal umgebauter Reisebus (das Clinomobil) mit ärztlicher Besetzung als Notfallfahrzeug eingesetzt. Das Fahrzeug erwies sich wegen seiner Größe als ungeeignet. Ebenfalls 1957 wurde in Köln testweise der erste westdeutsche Notarztwagen eingesetzt. Der Kölner NAW ging am 3. Juni 1957 permanent in Dienst.
Das Verkehrszentralregister in Flensburg begann 1958 mit der Erfassung aller Strafurteile in Verkehrssachen und vorläufigen Entziehungen der Fahrerlaubnis. 1961 folgten „Richtlinien für die Behandlung von Mehrfachtätern“, das präventive „Punktesystem“ erst 1974.
Die Telefunken GmbH stellte im September 1956 auf der Internationalen Polizeiausstellung in Essen das erste Verkehrsradargerät zur Geschwindigkeitsüberwachung vor. Dieses Gerät (Typ VRG 2) wurde im Januar 1957 unter Federführung des Innenministeriums von Nordrhein-Westfalen getestet. Die Weltneuheit „Made in Germany“ ging 1958 bei Telefunken in Serie und wurde am 15. Februar 1959 im Raum Düsseldorf erstmals eingesetzt. Umgangssprachlich wurden die Geräte bald „Radarfalle“ oder „mobile Radarfalle“ genannt.

### 1960
Anfang der sechziger Jahre beauftragte die britische Regierung eine Kommission unter Vorsitz von Colin Buchanan, eine Bilanz der bisherigen Stadtverkehrsplanung aufzustellen und Vorschläge für neue Planungskonzepte zu entwickeln. Der Buchanan-Report „Traffic in towns“ von 1963 benannte wegweisende Konzepte: „Sicher zu sein, sich jederzeit sicher zu fühlen, keine Angst zu haben, daß dem Ehegatten oder den Kindern ein Verkehrsunfall zustößt, sind sicher Grundvoraussetzungen eines zivilisierten Lebens. Gegenüber diesem Maßstab … lassen die vom Kraftverkehr geprägten Lebensbedingungen in unseren Städten viel zu wünschen übrig.“ Buchanan unterschied als einer der ersten zwischen dem notwendigen Autoverkehr (Wirtschafts- und Geschäftsverkehr) und dem beliebigen Autoverkehr. Da ein Großteil der Verkehrsprobleme seiner Meinung nach aus der extremen Zunahme des beliebigen Verkehrs resultiert, solle dieser konsequent begrenzt werden. Weiterhin machte er den Vorschlag einer umfeldabhängigen Kapazitäts- und Geschwindigkeitsbegrenzung. Für schützenswerte Bereiche („Environment-Zonen“) schlug er drastische Restriktionen vor. Die Qualität des Straßenraumes für Fußgänger und Aufenthalt solle hier absoluten Vorrang haben. Zu ähnlichen Ergebnissen kam 1965 eine Sachverständigenkommission des deutschen Bundestages. Wesentlich wirksamer war aber das von Hans Bernhard Reichow 1959 entwickelte Konzept: Die autogerechte Stadt – Ein Weg aus dem Verkehrs-Chaos.
Ebenfalls um 1960 begann man, neue Konzepte im Straßenbau zu verwirklichen. Autobahnen erhielten Leitplanken auf dem Mittelstreifen. Das Rettungswesen wurde verbessert. Die gesamte Infrastruktur des Straßenverkehrs wurde unter Sicherheitsgesichtspunkten optimiert.
1961 erfand der Verkehrspsychologe Karl Peglau in der DDR die rot-grüne Fußgängerampel samt Ampelmännchen.
Hinten angeschlagene „Selbstmördertüren“ waren seit dem 1. Juli 1963 an Neufahrzeugen nicht mehr zulässig.
An den seit 1952 in der Bundesrepublik massenhaft verbreiteten Zebrastreifen erhielten Fußgänger 1964 Vorrang. Umgehend begann vielerorts der Rückbau der Zebrastreifen, um den ungehemmten Verkehrsfluss der Kraftfahrzeuge zu sichern.
Zebrastreifen wurden beim Straßenausbau zusehends durch Ampelanlagen ersetzt. 1967 gab es in West-Berlin mehr als 700 Zebrastreifen, 1990 noch 79 (plus 85 in Ost-Berlin), 2006 waren es wieder 240 in ganz Berlin.
Das Straßenbaufinanzierungsgesetz von 1963 stellte mit der Zweckbindung der Mineralölsteuer die Finanzmittel zur Verfügung.
Zum Thema einer breiten öffentlichen und politischen Debatte wurde das Thema Fahrzeugsicherheit erst 1965 mit Ralph Naders Bestseller „Unsafe at any speed“.
Im bundesdeutschen Fernsehen thematisierte „Der 7. Sinn“ ab 1966 Aspekte der Verkehrssicherheit. Seit Januar 1966 ist der Verbandkasten in Kraftfahrzeugen (nicht bei Motorrädern) Pflicht.
Die USA verabschiedeten 1966 das „National Traffic and Motor Vehicle Safety Law“, das die Regierung ermächtigt, Sicherheitsstandards für Kraftfahrzeuge zu entwickeln und festzulegen, auch gegen den Widerstand der Automobilindustrie.
Seit 1967 arbeitete man in den USA und Europa an der Entwicklung serienreifer Airbag-Systeme. Der 1969 verabschiedete Plan, in den USA automatische Insassen-Schutzsysteme bis zum 1. Januar 1973 für Neuwagen vorzuschreiben, wurde wegen der technischen Probleme des Airbags auf den 1. Januar 1976 verschoben.
Die US-amerikanische Verkehrsbehörde (DOT) startete 1968 ein Programm zur Entwicklung von Experimental-Sicherheitsfahrzeugen (ESV) und initiierte die internationale „Technical Conference on the Enhanced Safety of Vehicles“ (ESV). Die Konferenz findet heute alle zwei Jahre statt, die 21. Konferenz 2009 wurde beispielsweise in Stuttgart abgehalten.
1968 wurde in Deutschland die Typprüfung von Sicherheitsgurten vorgeschrieben. Zu diesem Zeitpunkt lagen Ergebnisse empirischer Unfallforschung aus USA, Schweden und England vor, aber nicht aus Deutschland. Auto Motor und Sport berichtete: „Daß Anschnallgurte eine erfolgreiche Vorsichtsmaßnahme sind, ist sowohl durch Statistiken als auch durch Versuche erwiesen.“
Fritz B. Busch dagegen führte aus: „Das sicherste an den Sicherheitsgurten scheint mir zweifellos das Geschäft, das im Augenblick damit gemacht wird!“ und „Ich bin dagegen, daß man dem Autofahrer noch mehr Angst macht. Er fürchtet sich schon zur Genüge.“ Er warnte zudem vor der „Anschnall-Psychose“.
Seit 1. Mai 1968 müssen Pkw und Lkw ein Warndreieck mitführen (§ 53a StVZO).
Am 3. Mai 1969 starb der achtjährige Björn Steiger, nachdem er auf dem Weg nach Hause angefahren und lebensgefährlich verletzt worden war. Seine Eltern gründen daraufhin die Björn-Steiger-Stiftung. Die Situation 1969:
- Nur in einzelnen Großstädten gab es die Notrufnummern 110/112.
- An Bundes-, Landes- und Kreisstraßen gab es keine Notrufmöglichkeiten.
- Die Telefone an den deutschen Autobahnen waren nicht für den Notruf installiert.
- Es gab keinen flächendeckenden Notfalltransport rund um die Uhr. Er wurde weitgehend von engagierten, ehrenamtlichen, aber schlecht ausgebildeten Helfern durchgeführt.
- Die „Rückspiegelrettung“ war die Regel. Der Fahrer beobachtete im Rückspiegel den Zustand des Patienten, denn er war meist allein im Fahrzeug.
- Es gab keine Rettungsleitstellen.
- Es gab keine Rettungswagen.
- Notärzte waren nur an wenigen Standorten stundenweise im Einsatz.
- Es gab nicht einmal eine Planung eines Notrufmeldesystems.
- Es gab keine staatlichen Zuständigkeiten.
- Es gab keine Gesetze oder Verordnungen für die Notfallhilfe.
- Aber es gab jedes Jahr ca. 20.000 Verkehrstote.

Im Juni 1969 wurde der Deutsche Verkehrssicherheitsrat (DVR) gegründet und startete die Langzeitkampagne „Klimawechsel im Verkehr“ für eigenverantwortliches, partnerschaftliches Verhalten. Der Mensch sollte damit in den Mittelpunkt des Verkehrsgeschehens gerückt werden. Der bekannteste Slogan des DVR lautete: „Hallo Partner – danke schön“.
Am 1. April 1969 wurde mit der VO (EWG) 543/69 zum ersten Mal in der EWG eine gemeinsame Verordnung über Lenk- und Ruhezeiten erlassen.

### 1970
Von 1953 bis 1982 starben insgesamt 442.669 Menschen bei Verkehrsunfällen in Westdeutschland. Ein großer Teil davon waren Fußgänger und Radfahrer. Der Höhepunkt war im Jahr 1970 erreicht: 19.193 Verkehrstote und 531.795 Verletzte wurden gezählt. Mehr als 9.000 starben innerorts. Der Kraftfahrzeugbestand hatte auf 20,8 Millionen zugenommen.
Besonders stark erhöhte sich dabei die Zahl der Schulwegunfälle: In den 1960er und 1970er Jahren wiesen die Unfallstatistiken in Deutschland die höchsten Kinderunfallzahlen in ganz Europa aus. Zahlreiche Eltern und Erzieher erkannten, dass ihre Kinder nur begrenzt in der Lage waren, sich „autogerecht“ und damit „verkehrssicher“ zu verhalten. Viele resignierten angesichts der wachsenden Dynamik des motorisierten Straßenverkehrs und der zunehmenden Schulwegsunfälle, forderten mehr staatliche Maßnahmen wie Geschwindigkeitsbegrenzungen oder suchten nach Alternativen wie dem eigenen Fahrzeugtransport der Kinder.
Mit der KMK-Empfehlung vom 7. Juli 1972 gelangte der „Verkehrsunterricht“ in der Folge als flächendeckender, verpflichtender Erziehungsauftrag an die Schulen und Hochschulen. Es ging darum, auch die Verkehrspädagogik und die Eigenverantwortung der Kinder und Jugendlichen stärker in die verkehrstechnischen Initiativen zu mehr Straßenverkehrssicherheit einzubinden. Der Verkehrsdidaktiker Siegbert A. Warwitz führte dazu im Rahmen seiner neu ausgerichteten, vom Kinde und seinem Erlebnishorizont ausgehenden, Verkehrserziehung das Fußgängerdiplom, den „Führerschein für Kinder“, zur Qualifizierung des besonders gefährdeten Schulanfängers in die Verkehrspädagogik ein. In den Ministerien wurden Fachreferate, an den Hochschulen Senatsaufträge, in den Schulen Verkehrsbeauftragte eingesetzt, die den neuen Aufgabenbereich in Theorie und Praxis vertreten und vorantreiben sollten. Den Hochschulen kam dabei die Aufgabe zu, eine zeitgemäße und zukunftsweisende Verkehrsdidaktik zu entwickeln, die den neuen pädagogischen Ansprüchen gerecht werden konnte.
Die neuen verkehrspädagogischen Ansätze in einem Verbund mit weiteren verkehrstechnischen und verkehrspolitischen Maßnahmen führten schließlich dazu, dass der Aufwärtstrend der Unfallzahlen gestoppt und in einen allmählichen Abwärtstrend überführt werden konnte: Hatte sich die Zahl der verunfallten Kinder bis zum Jahre 1978 noch stetig bis zu einem Höchststand von 72.129 gesteigert, so setzte mit dem allmählichen Greifen der kombinierten Maßnahmen eine kontinuierliche Rückwärtsentwicklung ein, bei der im Jahr 2015 nur noch 28.235 Unfälle mit Kindern unter 15 Jahren registriert werden mussten.
Weitere öffentlichkeitswirksame Maßnahmen in der Verkehrspädagogik führte der 1969 gegründete Deutsche Verkehrssicherheitsrat (DVR) durch. Am 4. Oktober 1971 begann seine erste bundesweite Kampagne „Hallo Partner – danke schön“, mit der ein „Klimawechsel im Verkehr“ herbeigeführt werden sollte. Die Kampagne lief 1974 aus. Es folgten zahlreiche kürzere einjährige Kampagnen, die sich des „Hallo Partner“-Slogans bedienten und auf Verhaltensänderungen hinwirken sollten.
Ab 1. Januar 1970 war für neu zugelassene mehrspurige Kraftfahrzeuge eine Warnblinkanlage Pflicht. Ältere Wagen mussten bis 1973 entsprechend nachgerüstet werden.
1970 wurde als europäisches Pendant zum US-amerikanischen ESV das „European Enhanced Vehicle-safety Committee“ (EEVC) gegründet, um alle nationalen europäischen Forschungs- und Entwicklungsaktivitäten abzustimmen und den besten Nutzen aus den vorhandenen Ressourcen bei der Teilnahme an dem ESV-Programm zu ziehen.
Von 1970 bis 1973 wurden weltweit eine große Zahl von „Experimental Safety Vehicles“ (ESV) vorgestellt und auf internationalen Kongressen diskutiert. Alle ESV waren zu groß, zu schwer und zu teuer für die Serienproduktion, lieferten aber wichtige neue Konzepte und Elemente.
In der Praxis wurde der Unterschied zwischen Schlummerrolle und Sicherheitskopfstütze erkannt. Bei Auffahrunfällen (40 % der Unfälle auf Autobahnen) soll die Kopfstütze den Genickbruch verhindern. Ein ADAC-Test von Kopfstützen aus Serienautos und dem Zubehörhandel stieß 1970 auf ein unerwartetes Problem: „Bei Vorversuchen … brachen die meisten serienmäßigen Autositze zusammen. Weder die Bodenverankerung noch die Lehnenverriegelung hielten einer Aufprallgeschwindigkeit von 28 km/h stand.“ Man musste den stabilsten Sitz verwenden und die Aufprallgeschwindigkeit um ein Drittel reduzieren. Trotzdem versagten die meisten Kopfstützen. In den USA waren Kopfstützen auf den Vordersitzen seit 1969 vorgeschrieben.
Der ADAC unternahm ab 1967 erste Versuche mit gecharterten Hubschraubern und stellte am 1. November 1970 in München „Christoph 1“, den ersten deutschen Rettungshubschrauber, in Dienst. 2008 gab es in Deutschland etwa 100 Rettungshubschrauber.
Bis Anfang der 1970er-Jahre existierten außerhalb geschlossener Ortschaften für sämtliche Verkehrsteilnehmer zugängliche Straßen, auf denen mit beliebiger Geschwindigkeit gefahren werden durfte. Aufgrund der jedoch bis 1970 stetig steigenden Zahl an Verkehrstoten wurde mit Wirkung vom 1. Oktober 1972 und, als Großversuch bis zum 31. Dezember 1975 befristet, auf allen Straßen die Sicherheitsgeschwindigkeit Tempo 100 eingeführt. Ausgenommen davon wurden lediglich Autobahnen, richtungsgetrennte Straßen außerorts, nicht richtungsgetrennte Straßen außerorts mit in beiden Fahrtrichtungen durchgehenden Überholfahrstreifen und besonders gekennzeichnete Straßen außerhalb geschlossener Ortschaften. Die Einführung der generell zulässigen Höchstgeschwindigkeit außerhalb geschlossener Ortschaften folgte dann ab 1976. Nach der Bundestagswahl 1972, bei der die SPD erstmals stärkste Fraktion wurde, verkündete die Bundesregierung eine Kehrtwende in der Verkehrspolitik. Der Städtebauminister Hans-Jochen Vogel erklärte: „Das Auto mordet die Großstadt. Mit jeder Milliarde, die wir in den Straßenbau investieren, bringen wir die Stadt ihrem Tod näher“. Während die damalige Bundesregierung das Tempolimit verlängern wollte, widersetzte sich der Bundesrat diesem Vorhaben. Schließlich wurde es aufgehoben und 1974 stattdessen für Autobahnen und richtungsgetrennte Straßen außerorts sowie für nicht richtungsgetrennte Straßen außerorts mit durchgehenden Überholfahrstreifen in beiden Fahrtrichtungen eine Richtgeschwindigkeit von 130 km/h eingeführt. Begleitet wurde dies im Sommer 1974 durch eine Anzeigenkampagne („Richtgeschwindigkeit. Unsere Chance!“) des deutschen Verkehrssicherheitsrats in den großen deutschen Zeitschriften, wie z. B. dem Spiegel, wo aufgefordert wurde, sich unter anderem an die Richtgeschwindigkeit zu halten.
Im Juni 1973 stellte Bundesverkehrsminister Lauritz Lauritzen ein Kursbuch vor mit dem Titel Der Mensch hat Vorfahrt. Das Programm wandte sich vor allem gegen die weitere Verbreitung des Autos in Ballungsgebieten.
Im Juli 1973 wurde die 0,8-Promille-Grenze eingeführt. Zum 23. September 1973 beschloss man das Konzept „Notruf 73“ und setzte es bis 1980 in Bund und Ländern um.
Der zunehmende Druck aus Hilfsorganisationen, Kliniken und der Björn-Steiger-Stiftung führte zu den ersten Innovationen im Rettungswesen (siehe Geschichte des Rettungswagens und Notarztwagen):
- Einführung von Fahrzeugfunk,
- Zwei-Mann-Besatzung mit Sanitäter-Ausbildung,
- Möglichkeit der Heranziehung eines Notarztes zur Einsatzstelle,
- die Maxime der Erstversorgung zur Herstellung einer sicheren Transportfähigkeit.

Die erste Ölkrise von November 1973 bis März 1974 drückte auf Tempo und Fahrleistung. Ab dem 24. November 1973 galt für vier Monate Tempo 100 auf Autobahnen und Tempo 80 außerorts. An vier Sonntagen vom 26. November bis 16. Dezember 1973 galten Fahrverbote, abwechselnd für gerade und ungerade Kennzeichen. Es folgte eine erregte öffentliche Debatte, um ein dauerhaftes Tempolimit auf Autobahnen zu verhindern. Das vom damaligen Bundesverkehrsminister Lauritz Lauritzen vorgesehene Tempolimit von 130 km/h ließ sich trotz eines Kabinettsbeschlusses nicht durchsetzen. Mit einer Stimme Mehrheit lehnte der Bundesrat den Vorschlag ab. Stattdessen trat im März 1974 durch Verordnung eine „versuchsweise“ Einführung einer Richtgeschwindigkeit von 130 km/h in Kraft. Es sollte zudem ein Großversuch mit einem Tempolimit von 130 km/h durchgeführt werden.
Mit Ölkrise und Sonntagsfahrverboten begann die Renaissance des Fahrrads als Verkehrsmittel. Mit der Energiemenge von einem Liter Benzin in Nahrungsmitteln kommt ein Radfahrer 500 km weit. 1974 wurden in der Bundesrepublik erstmals mehr Fahrräder als Autos verkauft.
Im November 1973 hatte Bundesverkehrsminister Lauritzen ein umfassendes Sicherheitsprogramm angekündigt. Die wichtigsten Punkte:
- Dreipunktgurte auf den Vordersitzen aller neuen Pkw, verbunden mit dem Appell, ältere Autos nachzurüsten;
- einheitliche Gurtschlösser;
- Anschnallpflicht, wenn Gurte vorhanden sind;
- Erschwerte Führerscheinprüfung.
- Punktesystem im Verkehrsstrafenregister;
- einheitlicher Notruf 110;
- Neuordnung des Unfallrettungswesens;
- Ausbau älterer Autobahnen mit Stand-, Beschleunigungs- und Verzögerungsspuren.

Dreipunktgurte an den Vordersitzen waren ab dem 1. April 1974 für Neufahrzeuge vorgeschrieben. Die Anschnallpflicht auf den Vordersitzen galt ab 1976. Ein Bußgeld für das Nichtanschnallen wurde erst 1984 eingeführt.
In den 1970er-Jahren entwickelte sich aus (Anti-)Schleuderkursen zunehmend das Fahrsicherheitstraining. In Österreich und der Schweiz ist die Bezeichnung „Schleuderkurs“ bis heute üblich.
In den USA wurde 1975 das druckluftgetriebene Airbag-System ACRS ausgeliefert, musste wegen technischer Unzulänglichkeit aber zurückgezogen werden.
Crashtests sind in Deutschland ab etwa 1976 nicht nur von den Herstellern, sondern auch von unabhängigen Prüfinstitutionen wie Fachzeitschriften und Automobilclubs durchgeführt worden. Damit wurden die Ergebnisse der Versuche erstmals öffentlich zugänglich. Die Zeitschrift auto motor und sport veröffentlichte im Februar 1976 die Ergebnisse eines in Eigenregie durchgeführten vergleichenden Crashtests mit den sieben meistverkauften Kleinwagen in Europa, deren Konstruktion teilweise bis in die Zeit vor dem Zweiten Weltkrieg zurückreichte. Die ältesten Konstruktionen (VW Käfer 1200 und Citroën 2 CV) boten den schlechtesten Insassenschutz. Wesentlich besser waren zum Testzeitpunkt moderne Konstruktionen (Fiat 127 und VW Polo). Bei zwei Autos versagten die Gurtsysteme.
In der Bundesrepublik Deutschland gibt es seit dem 1. Januar 1976 die Helmpflicht für Motorradfahrer, seit Mitte 1978 auch für Moped- und Mokickfahrer. Sie kann seit dem 1. August 1980 durch die Verhängung von Bußgeld durchgesetzt werden. Mofafahrer müssen seit dem 1. Oktober 1985 einen Helm tragen.
Die Nachrüstung von älteren Pkw ab Baujahr 1970 mit Dreipunktgurten auf den Vordersitzen dauerte in der Bundesrepublik Deutschland bis 1978. Ebenfalls 1978 bot Daimler-Benz das Antiblockiersystem (ABS) als Sonderausstattung an.
1979 startete die US-Verkehrsbehörde „National Highway Traffic Safety Administration“ (NHTSA) das „New Car Assessment Programme“ (NCAP). Das Programm schrieb einen Crashtest mit Dummys bei einem Frontalaufprall mit zunächst 35 mph (56 km/h) auf eine Betonwand vor.
Am 18. April 1979 gründete der Verkehrsberater Jan Tebbe in Bremen den Allgemeinen Deutschen Fahrrad-Club (ADFC).

### 1980
Seit der Einbaupflicht für Sicherheitsgurte in Neuwagen ab 1. Januar 1974 werden die meisten Autos auch mit Kopfstützen ausgestattet. Die Nachrüstung von Sicherheitsgurten bei älteren Autos mit Erstzulassung nach dem 1. April 1970 wurde am 1. Januar 1976 mit zweijähriger Übergangsfrist (TÜV-Termin) vorgeschrieben.
Seit dem 1. April 1980 ist die Mofa-Prüfbescheinigung vorgeschrieben; vorher war keinerlei Ausbildung erforderlich.
Die Kopfstützen wiesen auch 1982 noch technische Probleme auf: „die Vorderlehnen sind häufig zu weich und knicken bei einem Heckaufprall nach hinten durch.“ Der gesamtwirtschaftliche Nutzen schien nicht erwiesen, deshalb blieb eine verbindliche gesetzliche Vorschrift aus. Auch 1988 waren viele Kopfstützen noch mangelhaft, auch dank einer antiquierten, aber seit 1973 unverändert gültigen ECE-Regelung.
Der Fahrer-Airbag wurde ab 1980 von Daimler-Benz angeboten, der Beifahrerairbag folgte 1985. In den USA wurde die Installation eines Airbags als allein wirkendes passives Rückhaltesystem in Neufahrzeuge gesetzlich vorgeschrieben. Eine entsprechende Vorschrift wurde in Europa nicht erlassen, weil hier anders als in den USA bereits 1980 die Anschnallpflicht eingeführt worden ist. Der Airbag gilt daher lediglich als zusätzliches, unterstützendes System (SRS). In den USA folgte die Anschnallpflicht erst wesentlich später, gilt aber heute in allen Bundesstaaten, ausgenommen New Hampshire. Trotzdem muss der Airbag in den USA Schutz garantieren, wenn die Insassen nicht angeschnallt sind. Der amerikanische Full-Size-Airbag hat etwa das doppelte Volumen und die doppelten Kosten des Euro-Size-Airbag.
1980 trat in Deutschland eine neu gefasste StVO in Kraft. Wichtigste Neuerung ist § 3 Abs. 2a: „Die Fahrzeugführer müssen sich gegenüber Kindern, Hilfsbedürftigen und älteren Menschen, insbesondere durch Verminderung der Fahrgeschwindigkeit und durch Bremsbereitschaft, so verhalten, daß eine Gefährdung dieser Verkehrsteilnehmer ausgeschlossen ist.“
Mit § 42 Abs. 4a StVO wurden 1980 auch die Verkehrsberuhigten Bereiche eingeführt. Erstmals galt wieder: „Fußgänger dürfen die Straße in ihrer ganzen Breite benutzen.“
Die Erprobung von Tempo-30-Zonen erfolgte ab 1983 im Modellversuch. Seit 2001 enthält § 45 StVO Regelungen zu Tempo-30-Zonen, Zonen mit Geschwindigkeitsbeschränkungen von weniger als 30 km/h, verkehrsberuhigten Bereichen, Fußgängerbereichen und Regelungen zum Bewohnerparken.
Auch 1990 hieß es jedoch: „Insgesamt ereignen sich jeweils 70–80 Prozent aller schweren und tödliche Innerortsunfälle an Hauptverkehrsstraßen, wobei überhöhte Geschwindigkeiten hier 80 Prozent aller Unfallursachen ausmachen.“
Das Jahr 1984 betreffend, wurde erstmals für die Bundesrepublik Deutschland ein sogenannter Kinderunfallatlas erstellt, der von der Daimler-Benz AG 1986 veröffentlicht wurde. Er gab die regionale Verteilung von Straßenverkehrsunfällen mit Kinderbeteiligung wieder und verfolgte die Absicht, möglichst zielgenaue Maßnahmen zur Verbesserung der Verkehrssicherheit für Kinder treffen zu können. Solche länderspezifischen Vergleiche, aufgeteilt nach Fußgänger-, Radfahrer- und Mitfahrerunfällen, bietet auch das amtliche Statistische Jahrbuch in seinen neueren Ausgaben.
Am 16. Januar 1985 begann auf ausgewählten Autobahnstrecken in der Bundesrepublik Deutschland ein Großversuch mit einer Geschwindigkeitsbegrenzung auf Tempo 100. Er war bis zum 31. Oktober befristet. Es sollte getestet werden, wie sich der Schadstoffausstoß verändert. Nach Ablauf der Versuchsphase entschied sich das Bundeskabinett am 19. November, keine Einschränkungen zur Geschwindigkeit auf Autobahnen vorzunehmen.
Am 23. Februar 1985 wurde in Berlin der FUSS als »Fußgängerschutzverein« mit dem Anliegen gegründet, die Stimme der Fußgänger in die öffentliche Diskussion einzubringen.
Für Motorräder wurde 1986 der Stufenführerschein eingeführt. Am 1. November 1986 erfolgte in der Bundesrepublik Deutschland die Einführung des Führerscheins auf Probe für Fahranfänger.
Allein in Nordrhein-Westfalen wurden von 1980 bis 1990 zwei Milliarden DM in über 10.000 Maßnahmen zur Geschwindigkeitsdämpfung und Verkehrsberuhigung investiert. Seit 1987 führt der ADAC eigene Crashtests durch und veröffentlicht die Ergebnisse auf seiner Webseite.
Zwischen 1980 und 1990 wurden an Fahrrädern immer mehr Reflektoren vorgeschrieben, nachdem bis 1980 lediglich Reflektoren an den Pedalen und ein kleiner roter Reflektor (Katzenauge) hinten vorgeschrieben waren. 1992 waren bereits insgesamt elf Reflektoren verpflichtend vorgeschrieben, vorn, hinten und an den Seiten. Auch wurden unzureichende Bremswerte bei Nässe als Sicherheitsproblem an Fahrrädern erkannt und entsprechende Mindestwerte normiert. Die deutsche Sicherheitsnorm für Fahrräder DIN 79100-2 erschien 1978, wurde stetig dem technischen Fortschritt angepasst und schließlich durch europäische Normen ersetzt.

### 1990
Nach 1985 wurden Autositz, Sicherheitsgurt, Gurtstraffer und Airbag zu einem integrierten fahrzeugspezifischen Rückhaltesystem weiterentwickelt. Neben Fahrer- und Beifahrerairbag entstanden Seiten-, Kopf-, Thorax-, Knie-, Fuß- und Fondairbags. Moderne Fahrzeuge sind mit bis zu zehn Airbags ausgestattet.
Nach dem ABS wurden eine Vielzahl weiterer Fahrerassistenzsysteme als Systeme zur Fahrerunterstützung, Unfallvermeidung oder zur Minderung von Unfallfolgen hergestellt. Dazu gehörten Reifendruckkontrollsystem, Fahrdynamikregelung (ESP), Bremsassistenten, Abstandsregeltempomat, Kurvenlicht, Spurassistenten, Nachtsichtassistent, Navigationssysteme oder Einparkhilfen. Die verschiedenen Systeme bauten teilweise aufeinander auf und wurden zunehmend elektronisch vernetzt. Damit wurde das Fahrzeug zu einem integrierten Sicherheitssystem.
Bis Anfang der 1990er entwickelte das EEVC Crashtests mit Dummys für den Insassenschutz beim Front- und Seitenaufprall und ein Prüfpaket für den Fußgängerschutz an der Fahrzeugfront. Gesetzlich vorgeschrieben war in Europa bis dahin lediglich ein Crashtest mit frontalem Aufprall auf eine Betonwand, der einzig und allein prüfen sollte, ob die Lenksäule in den Innenraum eindringt. Der Test wurde mit Hilfe eines leeren Wagens ohne Dummyinsassen durchgeführt.
1992 hatten fast alle Autos Kopfstützen an den Vordersitzen, die Hälfte war allerdings zu niedrig eingestellt. Als Maßstab galt noch immer die Augenhöhe. Viele Kopfstützen ließen sich deshalb gar nicht hoch genug einstellen.
1992 wurde in Nordrhein-Westfalen die Arbeitsgemeinschaft „Fahrradfreundliche Städte und Gemeinden in NRW“ (AGFS) gegründet.
1993 Einführung der Pflicht, Kinder unter 12 Jahren und unter 150 cm Körperhöhe nur in geeigneten Rückhalteeinrichtungen im Auto mitzunehmen.
Die Bestrebungen, die vom EEVC entwickelten Crashtests in europäische Gesetzgebung umzusetzen, wurden von der Automobilindustrie vehement abgelehnt. Im Juni 1994 schlug das Transport Research Laboratory (TRL) dem Verkehrsministerium vor, auf Basis der EEVC Tests ein NCAP Programm in Großbritannien zu starten, das später auf Europa ausgedehnt werden sollte. Von vornherein war vorgesehen, die Testergebnisse zur Information der Verbraucher öffentlich zu machen. Die versammelte Autoindustrie lehnte das Vorhaben strikt ab („manufacturers’ response was very negative“). 1995 wurde das NCAP Programm in Großbritannien beschlossen. Es begannen Gespräche mit der EU, um weitere Partner zu finden. 1996 wurden die ersten Tests durchgeführt und auf der „International Technical Conference on the Enhanced Safety of Vehicles“ (ESV) in Melbourne präsentiert. Europäische Verbraucherorganisationen unterstützten das Projekt.
Im November 1996 wurde mit internationaler Beteiligung „Euro NCAP“ gegründet. Im Februar 1997 konnten die ersten bewerteten Ergebnisse veröffentlicht werden. Die Autoindustrie reagierte mit scharfer Ablehnung. Die Kriterien seien so streng, dass kein Auto beim Insassenschutz auch nur vier Sterne erreichen könne. Fünf Monate später bekam der Volvo S40 als erstes Auto eine 4-Sterne-Wertung.
Im Gegensatz zu großen Fortschritten im Insassenschutz blieb der Fußgängerschutz unbefriedigend. Deshalb wurde 1995 die Arbeitsgruppe Fußverkehr als gemeinsame Arbeitsgruppe des FUSS e. V., dem Fachverband für Fußverkehr in Deutschland, und der Vereinigung für Stadt-, Regional- und Landesplanung e. V. (SRL) gegründet.
1996 veröffentlichte der ADAC den ersten Pkw-Pkw-Crashtest. 1997 folgten Versuche zum Partnerschutz.
Crashtests mit zwei Fahrzeugen sehr unterschiedlicher Größe oder Bauart rückten den „Partnerschutz“ in den Focus der Aufmerksamkeit. Das Unfallgeschehen in der Realität und die Ergebnisse aus Pkw-Pkw-Tests zeigten, dass die alleinige Erfüllung des Selbstschutzes nicht ausreichend ist. Etwa 20 % der getöteten Pkw-Insassen kommen bei Pkw-Pkw-Kollisionen ums Leben. Allerdings sind etwa 50 % dieser Unfälle Front-Seiten-Kollisionen.
1995 wurde von der schwedischen Straßenverwaltung das Konzept „Vision Zero“ entwickelt. 1997 erklärte das schwedische Parlament „Vision Zero“ zur Richtlinie der Verkehrssicherheit. Die Grundphilosophie lautet: Die Sicherheit aller Elemente des Verkehrssystems wird soweit gesteigert, bis das gesamte System fehlertolerant ist und niemand mehr getötet oder schwer verletzt wird. Das Verkehrssystem muss auf den Menschen abgestimmt werden, nicht umgekehrt.
Seit dem 1. Juni 1998 sind in Deutschland Kopfstützen auf den äußeren Vordersitzen bei neuen Fahrzeugtypen, seit dem 1. Oktober 1999 für alle neuen Kraftfahrzeuge bis 3,5 t vorgeschrieben.
Die Einführung der 0,5-Promille-Grenze (ohne Fahrverbot) am 1. Mai 1998 führte zu einem starken Rückgang der alkoholbedingten Unfälle und der Zahl der dabei Getöteten.
1999 waren sichere Kopfstützen immer noch nicht selbstverständlich. Etwa 70 % der Autoinsassen stellten ihre Kopfstütze zu niedrig ein. Allerdings galt 1999 die Oberkante des Kopfes als Maßstab und nicht mehr die Augenhöhe, wie es noch 1992 der Fall war. Der Heckaufprall war mittlerweile als häufigster Kollisionstyp bei Unfällen zwischen Pkw erkannt worden (54 % der Unfälle).

### 2000
Seit dem 1. April 2001 drohen schon ab 0,5 Promille Alkoholpegel Fahrverbote. Die 0,8-Promille-Grenze entfiel damit. Seit dem 1. Januar 2002 gibt es strenge Einsatzkriterien für Zebrastreifen, die deutlich machen, dass gegebenenfalls die Straße an den Fußgänger angepasst werden muss und nicht umgekehrt.
Die Erscheinung „Schul-Rushhour“, bewirkt durch das Befördern der Kinder mittels des sogenannten „Eltern-Taxi“, wird von Lehrern, Eltern, Polizei und Politikern zunehmend als Problem für die Schulwegsicherheit erkannt. Pädagogen und Eltern versuchen entsprechend, mit eigenen Initiativen wie dem „Pedibus“, mit der Einrichtung (umstrittener) „Eltern-Halt-Zonen“ und der Aktion „Selbstständiger Schulgang“ den damit erhöhten Unfallgefahren entgegenzuwirken. Ein absolutes Fahr- und Haltverbot vor Kindergärten und Schulen wird bisher verkehrspolitisch nur vereinzelt durchgesetzt.
2004 stellte der Verkehrsclub Deutschland (VCD) den Masterplan Vision Zero – Null Verkehrstote vor.
Noch 2005 kam die Stiftung Warentest bei einer Überprüfung von Kinderfahrrädern zu dem Ergebnis: „Lieblos gebaut, schlampig verarbeitet, schnell kaputt.“ Ihr Fazit lautete: „Gute Kinderfahrräder gibt es nicht. Zumindest nicht in diesem Test.“
Am 1. Oktober 2005 trat erstmals eine europäische Richtlinie über die Gestaltung der Frontpartie von Fahrzeugen zum Schutz von Fußgängern und anderen ungeschützten Verkehrsteilnehmern (2003/102/EG) in Kraft. Die Richtlinie legt für die EU-Typprüfung von neuen Fahrzeugtypen bis 2,5 t Grenzwerte fest, die bei der Kollision eines Fahrzeugs mit einem Fußgänger nicht überschritten werden dürfen.
Am Beispiel des Fußgängerschutzes verdeutlichte die Automobilindustrie ihre Forderung nach einem integrierten Sicherheitsansatz aus aktiver und passiver Sicherheit. Nur mit der Kombination aus aktiven Elementen wie dem Bremsassistenten und passiven Elementen wie der „fußgängerfreundlichen“ Fahrzeugfront könne eine wirksame Optimierung des Fußgängerschutzes erreicht werden.
2007 zeigte ein ADAC-Crashtest mit zwei Autos, deren Baujahre 20 Jahre auseinander liegen, den Fortschritt der letzten 20 Jahre: „Obwohl die Mittelklasse-Limousine Sierra deutlich größer ist, fällt das Verletzungsrisiko drastisch höher aus als beim modernen Kleinwagen Fiesta.“
Der Deutsche Verkehrssicherheitsrat (DVR) erklärte am 16. Oktober 2007 „Vision Zero“ zum neuen Leitbild der Verkehrssicherheitsarbeit im DVR.
Die Sicherheit für Fahrzeuginsassen endet auch bei den modernsten Serienfahrzeugen spätestens beim Aufprall mit 80 km/h gegen ein festes Hindernis. Das 1971 für das Experimental Safety Vehicle formulierte Ziel „Das ESV muß bei einer Geschwindigkeit von ca. 80 km/h gegen eine Betonbarriere knallen können, ohne dass die Insassen ernsthaften Schaden erleiden.“ hatte sich bereits 1974 als praktisch nicht erreichbar erwiesen. Die Sicherheit für Fußgänger endet bei Tempo 30. Doch war auch im Jahre 2008 Tempo 30 vor Schulen und Kindergärten in Deutschland nicht selbstverständlich.
Im Jahr 2006 wurden 5091 Personen im Straßenverkehr getötet, 1384 davon innerorts, 645 auf Autobahnen und 3062 auf anderen Straßen. 23 % aller Getöteten waren Fußgänger oder Radfahrer.
2009 erreichte die Zahl der Verkehrstoten in Deutschland mit 4152 einen erneuten Tiefstand. Gegenüber dem Vorjahr nahm die Zahl der Getöteten um 7,3 % ab. Der Anteil der Pkw-Insassen an den Verkehrstoten sank von 2001 bis 2009 von 58 % auf 51 %. In drei Bundesländern nahm die Zahl der Getöteten jedoch zu (Mecklenburg-Vorpommern 17 %, Bremen 8,3 % und im Saarland 4,7 %). Außerdem stieg die Zahl der Getöteten bei Fahrradfahrern um 1,3 % und bei Fußgängern über 65 Jahren um 3,1 %. 2009 waren 25 % der Getöteten Fußgänger oder Radfahrer.
Nach Daten der EU von 2009 sind die Straßen in Großbritannien, Schweden und den Niederlanden die sichersten der EU. Hier kommen statistisch weniger als vierzig Menschen pro einer Million Einwohner bei Verkehrsunfällen ums Leben. Deutschland folgt mit 51 Verkehrstoten auf Platz 4. Sechs Staaten haben mehr als hundert Verkehrstote pro einer Million Einwohner.

### 2010
Die heutige deutsche Rechtsprechung definiert „Straßenverkehrsunfall“ im Zusammenhang mit einer Straftat (Unfallflucht) als ein zumindest für einen Unfallbeteiligten unvorhergesehenes plötzliches Ereignis, das im ursächlichen Zusammenhang mit dem Straßenverkehr und seinen typischen Gefahren steht und einen Sachschaden oder Personenschaden zur Folge hat, der nicht völlig belanglos ist. Diese Bagatellgrenze lag nach der Rechtsprechung vom Jahre 2007 bei 50 Euro.
Im Jahr 2010 erreichte die Zahl der Verkehrstoten in Deutschland mit 3.648 einen Tiefststand. Die Statistik begann 1950 mit 6.428 Verkehrstoten (nur Westdeutschland und nur am Unfalltag Gestorbene). Mit Schwankungen in den folgenden Jahren verringerte sich die Zahl der Verkehrstoten im Jahr 2014 auf 3.377.
Statistisch auffällig ist, dass sich mit der didaktischen Neuorientierung der Verkehrspädagogik, der Einführung des Fußgängerdiploms und der Intensivierung der Verkehrserziehung in Schulen und Hochschulen durch das Schaffen spezieller Mediatoren und Weiterbildner seit Mitte der 1970er Jahre eine deutliche Trendwende und kontinuierliche Abwärtsbewegung bei der Zahl der Kinderunfälle vollzog: Machten Schulwegunfälle bis dahin noch bei einem alljährlichen Anstieg den Hauptanteil der Verunglückten aus, so konnte die Beteiligung von Kindern an Straßenverkehrsunfällen im Verhältnis zu ihrem Bevölkerungsanteil (13,2 %) bis 2015 sogar überproportional auf nur noch 7,1 % gesenkt werden. Das Statistische Jahrbuch der Bundesrepublik Deutschland von 2016 erläutert dazu: „Besonders verbessert hat sich die Situation bei den kindlichen Fußgängern: Im Jahr 2015 kamen 27 Kinder als Fußgänger ums Leben, im Jahre 1978 waren es mit 701 Kindern noch rund sechsundzwanzigmal so viele. Das Unfallrisiko der Kinder ist damit von 468 Verunglückten je 100 000 Einwohner ihrer Altersklasse im Jahr 1978 auf 264 Kinder im Jahr 2015 gesunken.“ Die positive Entwicklung dieser Zahlen wird noch deutlicher, wenn berücksichtigt wird, dass sie sich auf die inzwischen erweiterte Bundesrepublik beziehen. Kontraproduktiv wirkt sich dagegen aus, dass der Unfallanteil der Mitfahrer in Kraftfahrzeugen, vornehmlich verursacht durch das zunehmende Phänomen „Elterntaxi“ und „Schul-Rushhour“, gegenüber den Fußgänger- und Radfahrunfällen einen Höchststand erreicht hat. Eine wissenschaftliche ADAC-Studie beziffert die betreffende Unfallrate in Deutschland allein für das Jahr 2013 mit 10.363 auf diese Weise verunglückten Kindern.
Länderspezifisch auffällig ist, dass ein deutliches Nord-Süd-Gefälle bei den Straßenverkehrsunfällen mit Kindern unter 15 Jahren im Jahr 2015 zu verzeichnen ist:
So weisen die südlichen Bundesländer Baden-Württemberg, Bayern, Hessen und Rheinland-Pfalz, die Hauptverbreitungsgebiete des Fußgängerdiploms, mit einer Quote von jeweils unter 250 Unfällen je 100.000 Einwohner ein deutlich besseres Ergebnis auf als die nördlichen Bundesländer Schleswig-Holstein, Hamburg, Bremen, Mecklenburg-Vorpommern, Brandenburg und Sachsen-Anhalt mit einer jeweiligen Quote von mehr als 301 verunglückten Kindern je 100.000 Einwohner. Die dazwischen liegenden übrigen Bundesländer und Berlin bewegen sich nach der amtlichen Statistik auch im Mittelfeld der Unfälle zwischen 251 und 300 verunglückten Kindern.
In der aktuellen Beschlussfassung der Kultusministerkonferenz der Länder v. 10. Mai 2012 hat die Länderkammer Verkehrserziehung zu einer „übergreifenden Aufgabe der Schule“ erklärt (Vorbemerkung). Sie empfiehlt, bei der pädagogischen Arbeit vom Erfahrungshorizont der Kinder auszugehen („Verkehrserziehung vom Kinde aus“) und die Umsetzung in Projektform anzugehen.
Seit 2017 besteht mit dem FeGiS ein Forschungsprojekt zur frühzeitigen Identifikation von Gefahrenstellen im Straßenverkehr und zur Prävention von Verkehrsunfällen in Deutschland.